# Matthäus Schlager

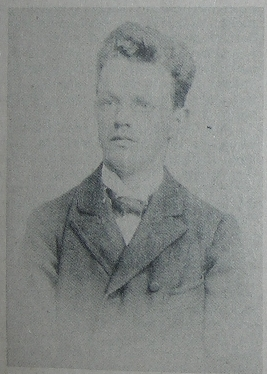
Matthäus Schlager 1893

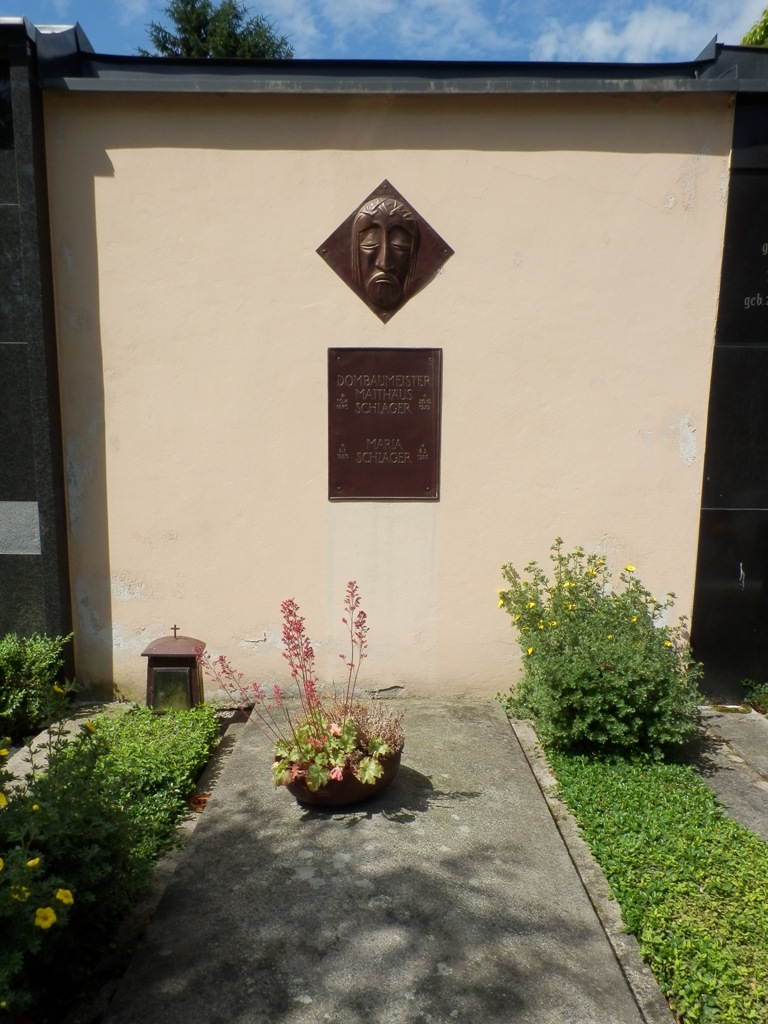
St. Barbara-Friedhof, Grab Matthäus Schlager

Matthäus Schlager (* 10. April 1870 in Sigharting; † 30. Dezember 1959 in Linz) war ein österreichischer Architekt, der ab 1909 das Amt des Linzer Dombaumeisters ausübte.

## Leben
Matthäus Schlager wurde als fünftes Kind der Landwirte Matthäus und Elise Schlager (geborene Hochegger) auf dem gleichnamigen Gut in Unterholzen 1 geboren. Der als klug und aufgeweckt geltende Junge erlernte nach der Volksschule bei Polier Heumader das Maurerhandwerk. Dann besuchte er die Staatshandwerkerschule in Linz. 1890 trat er in die k.& k. Staatsgewerbeschule in Reichenberg (Böhmen) über. Schließlich legte er, wieder in Linz, die Baumeisterprüfung ab. Erst selbstständiger Baumeister in Ried im Innkreis, holte ihn dann Dombaumeister Franz Statz nach Linz, dessen Nachfolger als Dombauleiter und Dombaumeister des Mariä-Empfängnis-Domes er 1909 wurde. Von 1927 bis 1931 war er christlichsozialer Gemeinderat in Linz.
Seine Grabstätte befindet sich auf dem St. Barbara-Friedhof in Linz.

## Persönliches
1899 heiratete er die Kohlenhändlerstochter Maria Hammerl aus Wels. Aus dieser Ehe stammen vier Kinder.

## Auszeichnungen
Sein reiches Wirken wurde mehrfach ausgezeichnet.
- Kommerzialrat
- Ritter des Ordens des heiligen Gregor des Großen (1924)
- Ehrenbürger der Technischen Hochschule Wien (1951)

## Realisierungen
- 1896–1897 Pfarrkirche Reichraming

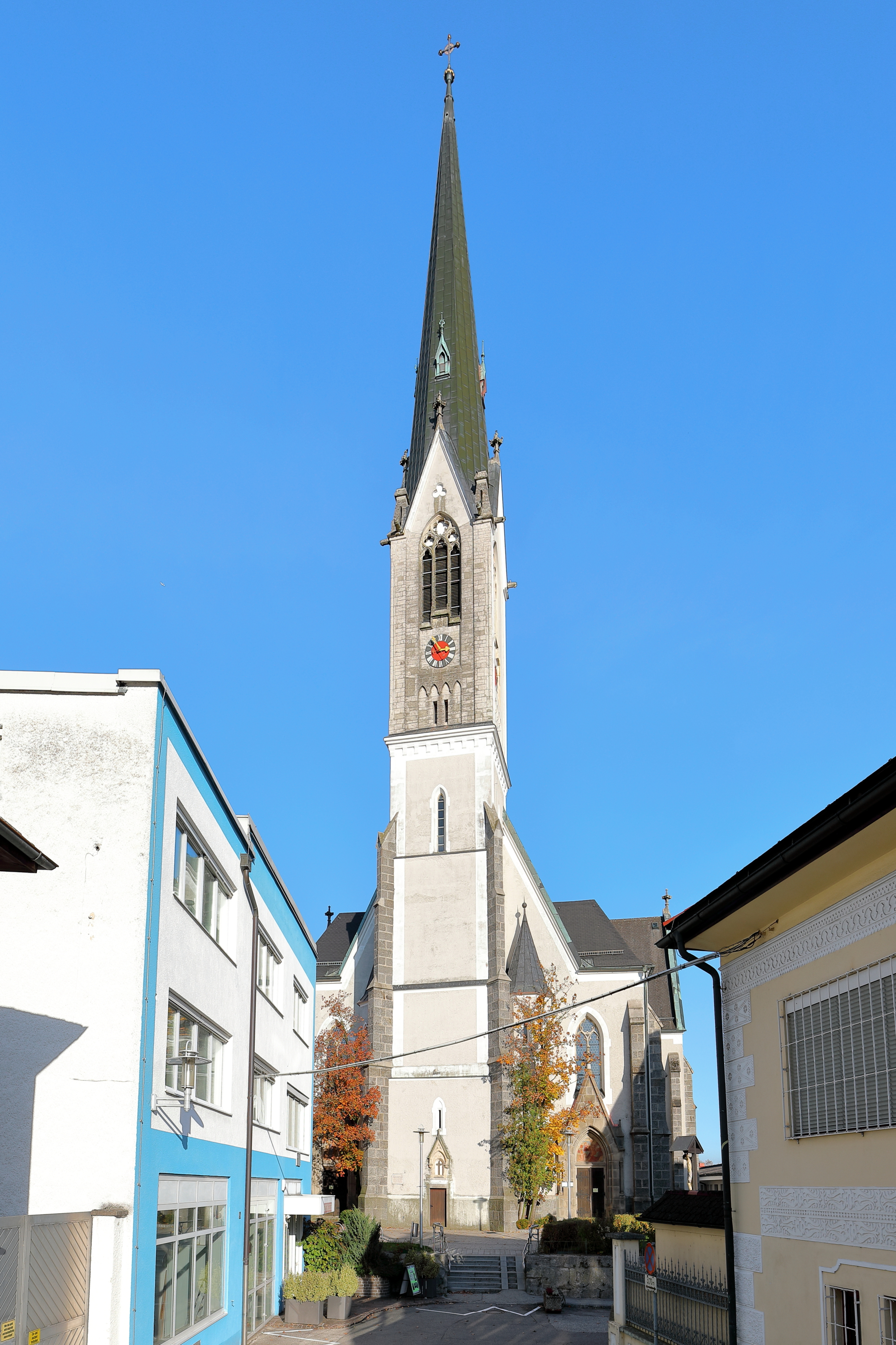
Pfarrkirche Schwanenstadt (1900–1902)

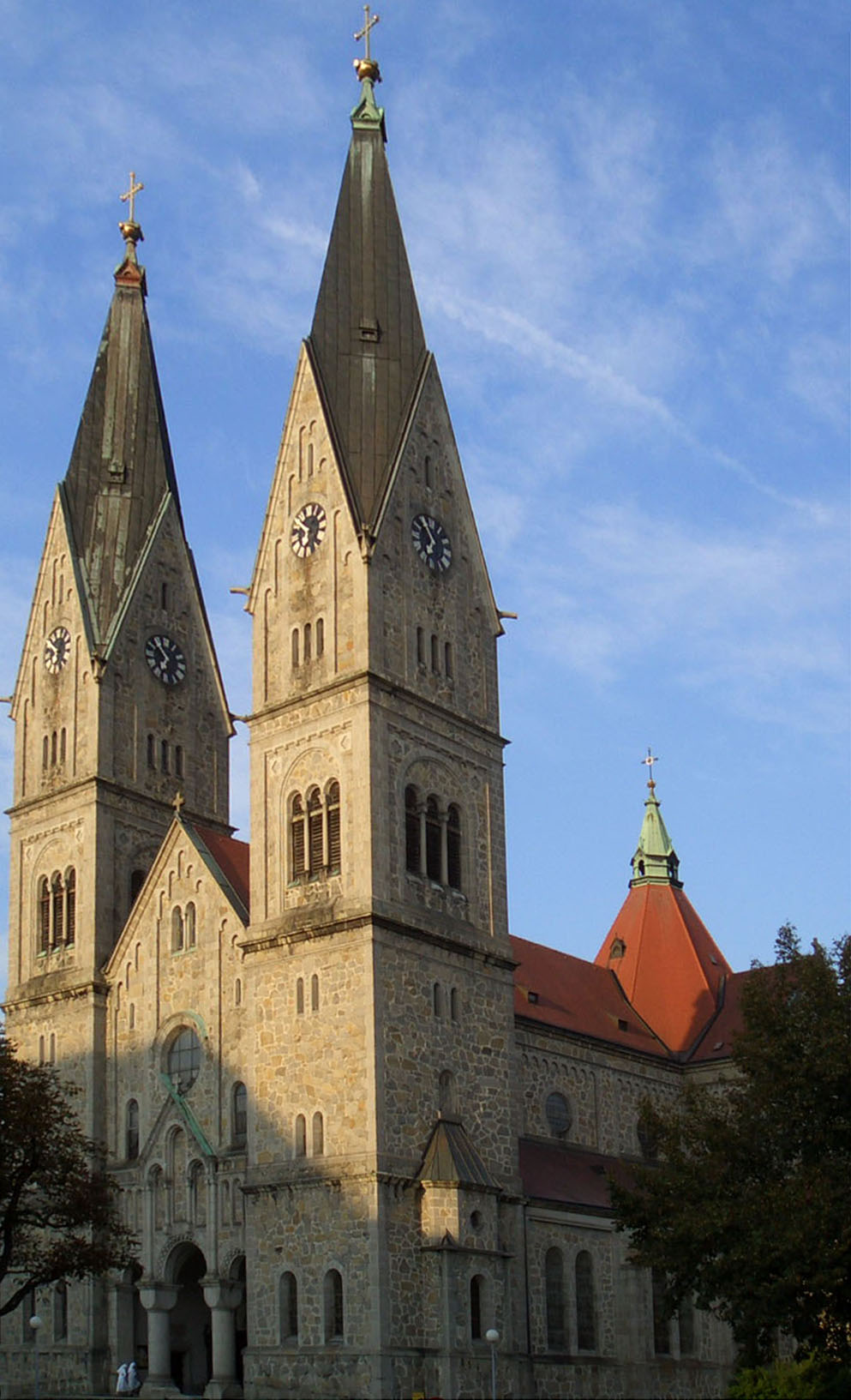
Herz-Jesu-Kirche Wels (1905–1911)

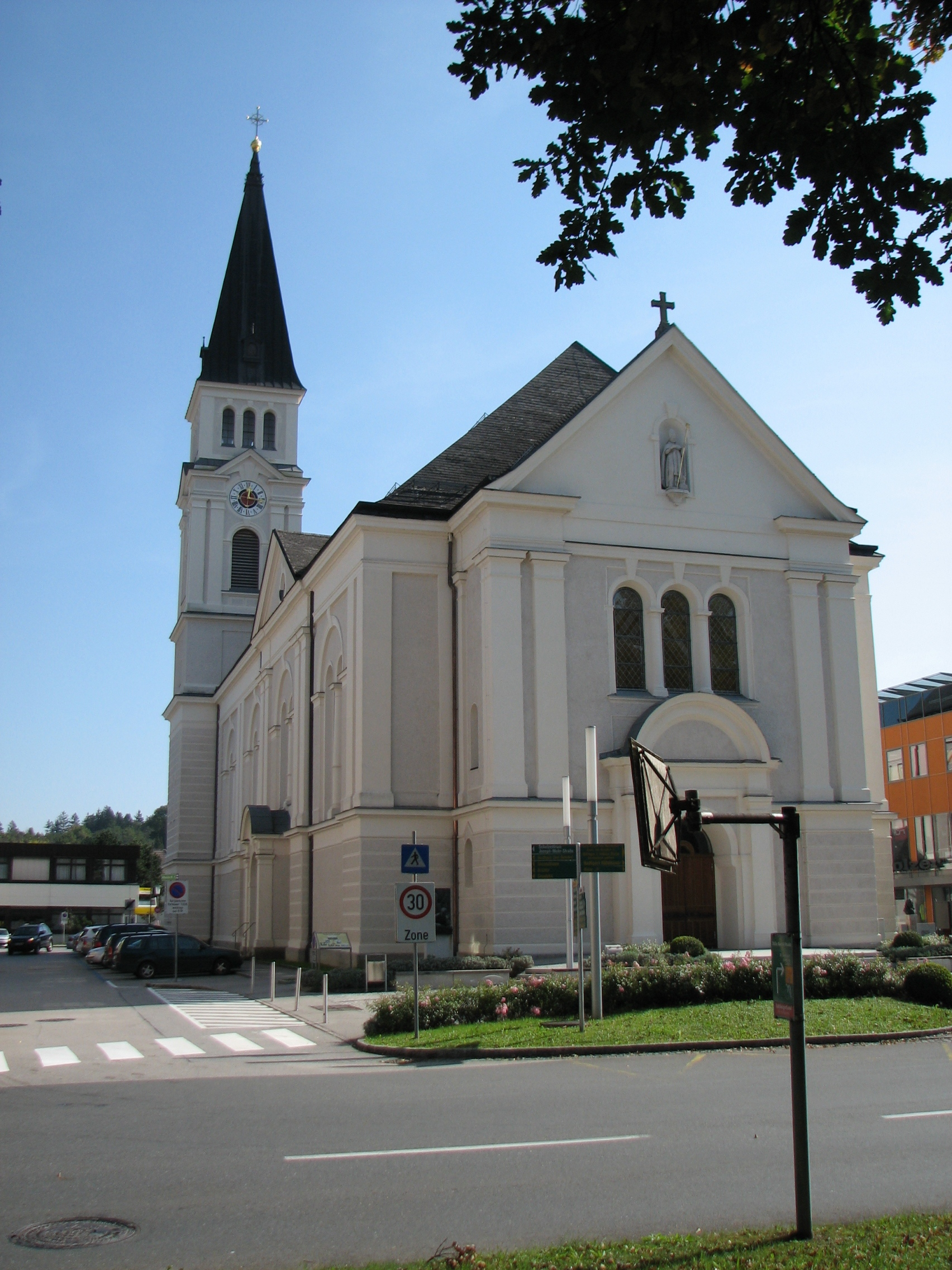
Pfarrkirche Oberndorf bei Salzburg (1910)

- um 1900 Turm der Pfarrkirche Eggerding
- 1900–1902 Pfarrkirche Schwanenstadt
- 1902–1904 Allgemeines Krankenhaus Wels der Kongregation der Barmherzigen Schwestern vom Heiligen Kreuz auf einem käuflich überlassenen Grundstück des Herz-Jesu-Kirchenbauvereins
- 1904–1905 Pfarrkirche Kopfing
- 1905–1906 Pfarrkirche Kleinmünchen, Linz[1]
- 1905–1911 Herz-Jesu-Kirche (Wels)[2]
- 1906–1909 Grand Hotel de l’Europe in Bad Gastein
- 1906 Römerbergschule Linz[1]
- 1906 Gruftkapelle der Freiherrn von Tinti auf Schloss Innernstein
- 1907 Familienkirche (Linz)[1][3]
- 1908–1909 Fadingerschule Linz[1], gemeinsam mit Karl Bundsmann und Gustav Steinberger
- 1908–1909 Regotisierung und Anbauten der Pfarrkirche Wolfsbach
- 1908–1910 Pfarrkirche Schardenberg („Innviertler Dom“)
- 1909 Justizgebäude am Rudolfsplatz 2, Stadt Salzburg, Stadtteil Nonntal
- 1909 Alte Oö. Landwirtschaftskammer (heute Kulturdirektion) in Linz, Promenade 37[1]
- 1909/1910 Neugotische Erweiterung und Renovierung der Pfarrkirche St. Oswald bei Freistadt
- 1909–1924 Mariä-Empfängnis-Dom, Linz[1]
- 1910 Pfarrkirche Oberndorf bei Salzburg
- 1910 Borromäum Salzburg, zusammen mit Weihbischof Balthasar Kaltner
- 1910 Zubau im Hof rechts am Klosterhof in Linz
- 1911–1912 Erweiterung des Langhauses der Pfarrkirche St. Georgen an der Gusen
- 1911–1912 Erweiterung der Pfarrkirche St. Vitus in Liezen
- 1912 Orgelgehäuse der Orgel in Oberndorf bei Salzburg
- 1913 Kirche der Barmherzigen Schwestern, Linz[1]
- 1913 Dachsteinkapelle[4]
- 1913–1914 Wiederaufbau der Pfarrkirche Nußdorf am Haunsberg
- 1913–1914 Erweiterung der Pfarrkirche St. Magdalena in Linz mit Seitenschiffen und einer Treppe zur Westempore
- 1914 Neubau des Kirchturmes der Pfarrkirche Öhling
- ab 1924 Pfarrkirche St. Pölten-St. Josef
- 1929 Pfarrkirche Kematen an der Ybbs
- 1930–1936 Ursulinenschule Linz (heute Offenes Kulturhaus Oberösterreich)[1]
- 1932–1934 Studienbibliothek Linz, gemeinsam mit Julius Smolik und Robert Buchner
- 1946–1953 Pfarrkirche Micheldorf in Oberösterreich
- zahlreiche Wohnbauten in Linz[1]